# Reduto de Santo António
O Reduto de Santo António localizava-se no concelho da Horta, na ilha do Faial, nos Açores.
Em posição dominante sobre este trecho do litoral, constituiu-se em uma fortificação destinada à defesa contra os ataques de piratas e corsários, outrora frequentes nesta região do oceano Atlântico.

## História
No contexto da Guerra da Sucessão Espanhola (1702-1714) encontra-se referido como "O Reduto de Santo António." na relação "Fortificações nos Açores existentes em 1710".
A estrutura não chegou até aos nossos dias.